# جنوب غرب ادنبرة (دائرة انتخابية في المملكة المتحدة)
جنوب غرب ادنبرة  (بالإنجليزية: Edinburgh South West)‏ هي إحدى الدوائر الانتخابية في المملكة المتحدة الممثلة في مجلس العموم في برلمان المملكة المتحدة.
عضو البرلمان الذي يمثلها حالياً هو :Rt Hon Alistair Darling (Lab).